# Naturschutzgebiet Wittenhagen
Koordinaten: 54° 10′ 35,8″ N, 13° 0′ 17,6″ O

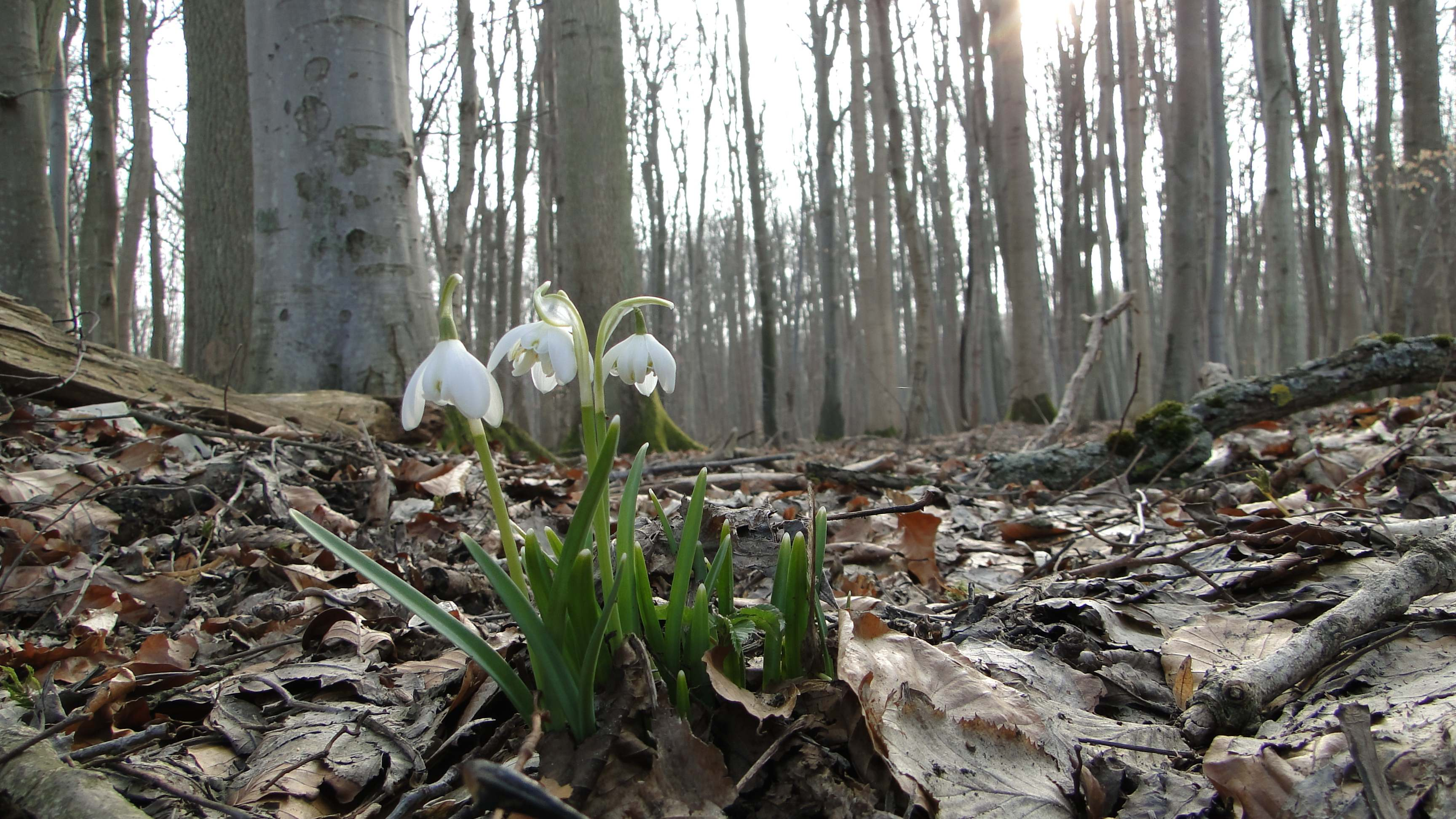
Frühling im NSG

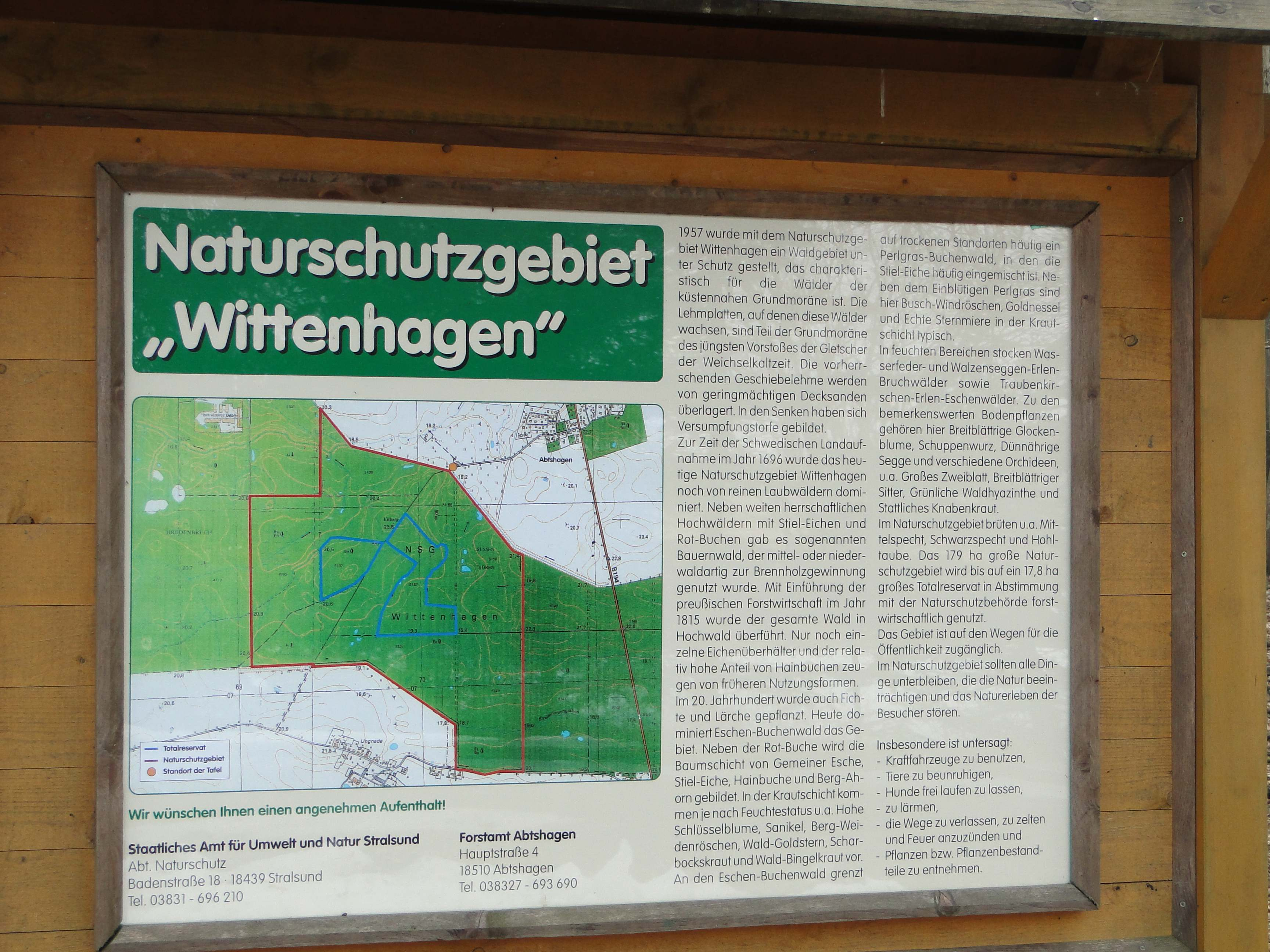
Infotafel

Das Naturschutzgebiet Wittenhagen ist ein 179 Hektar großes Naturschutzgebiet in Mecklenburg-Vorpommern 12 Kilometer südlich von Stralsund. Der namensgebende Ort Wittenhagen befindet sich drei Kilometer östlich. Die Unterschutzstellung erfolgte am 12. Dezember 1957 mit einer Erweiterung im Jahr 1972. Das Schutzgebiet umfasst ein mit alten Bäumen bestandenes Waldgebiet.
Der aktuelle Gebietszustand wird als unbefriedigend eingeschätzt. Ein Grabennetz mit dem Streifenbruchgraben entwässert die Flächen in Richtung Barthe und gepflanzte Nadelhölzer hemmen die natürliche Entwicklung. Das Gebiet ist auf öffentlichen Wegen sehr gut betretbar.

## Geschichte
Das Schutzgebiet liegt eingebettet in eine flache Grundmoränenlandschaft. Standortfremde Nadelhölzer wie Fichte wurden im 20. Jahrhundert gepflanzt.

## Pflanzen- und Tierwelt
Das Gebiet ist durch verschieden feuchte Standorte geprägt. In höheren Lagen findet sich Buchenwald mit Eschen und Erlen in feuchten Senken.
Das Naturschutzgebiet beherbergt seltene Vogelarten, wie Waldwasserläufer, Hohltaube, Kranich, Waldschnepfe und Mittelspecht.